# Браун, Гленн
Гленн Браун (англ. Glenn Brown; род. 1966, Хексем) — современный английский художник и скульптор.

## Жизнь и творчество
Гленн Браун 
 Externer Weblink
- Loves of Shepherds (after ‚Double Star‘ by Tony Roberts), 2000

Öl auf Leinwand, 219,5 × 336 cm, Tate Liverpool
Гленн Браун родился в небольшом старинном городке на севере Англии. В 1984—1992 годы изучал искусство в норвичской Школе художеств, батском колледже и колледже Гольдсмита в Лондоне. В молодости большое влияние на становление творчества Г.Брауна оказало искусство Герхарда Рихтера.
Браун заимствует сюжеты для своих работ как у современных мастеров (Франка Ауэрбаха, Говарда Ходжкина, Жоржа Базелица), так и классических мастеров (Рембрандта, Фрагонара, Сальвадора Дали) заново переосмысливая их и наполняя собственным содержанием. Некоторые его полотна представляют собой юмористическую загадку, как, например, созданное в 2001 году Йозеф Бойс (по Рембрандту).
B 2000 году художнику за картину Любовь Шепарда (Loves of Shepherds) была присуждена престижная премия Тернера. Г.Браун также использовал работы художника Криса Фосса (в полотнах Exercise One (for Ian Curtis), 1995, и Dark Angel (for Ian Curtis), 2002), что вызвало обвинения в плагиате и внесудебное разбирательство. С 2008 года Г.Браун всё более занимается графическим мастерством. При помощи новейших компьютерных технологий он создаёт свои Layered Portraits, в которых накладывает один на другой до 15 гравюр и рисунков Рембрандта, Урса Графа и Люсьена Фрейда и дигитально ими манипулирует до тех пор, пока не родится новое произведение искусства, которое потом уходит в печать. Эти работы Г. Браун называет «мои шизофренические портреты».
Выставки работ художника только в 2006—2012 годах прошли в галереях современного искусства Берлина, Турина, Ливерпуля, Нью-Йорка, Вены, Парижа, Мюнхена, Гамбурга, Москвы, Милана, Лос-Анджелеса, Гуанчжоу, Женевы, Будапешта и др.. В настоящее время мастер живёт в Лондоне, на востоке которого находится его мастерская. Г.Браун ведёт достаточно замкнутый образ жизни, избегает контактов с прессой и категорически запрещает себя фотографировать.

## Избранные полотна
- Glenn Brown bei artcyclopedia Архивная копия от 5 мая 2012 на Wayback Machine
- Glenn Brown bei Kunstaspekte Архивная копия от 7 марта 2012 на Wayback Machine
- Glenn Brown bei art-port Архивная копия от 20 февраля 2014 на Wayback Machine
- Glenn Brown bei Gagosian Gallery Архивная копия от 6 апреля 2012 на Wayback Machine